# RV & AV Excelsior in het seizoen 1958/59
Het seizoen 1958/1959 was het vijfde jaar in het bestaan van de Rotterdamse betaaldvoetbalclub Excelsior. De club kwam uit in de Eerste divisie B en eindigde daarin op de zesde plaats. Tevens deed de club mee aan het toernooi om de KNVB Beker, hierin werd in de tweede ronde, na verlenging, verloren van Sparta (0–1).

## Wedstrijdstatistieken

### Eerste divisie B
|       | GVAV  | Helmondia '55 | Heracles | Hermes DVS | HVC   | KFC   | RBC   | RCH   | Rigtersbleek | Roda Sport | Sittardia | Stormvogels | Vitesse | De Volewijckers |
| ----- | ----- | ------------- | -------- | ---------- | ----- | ----- | ----- | ----- | ------------ | ---------- | --------- | ----------- | ------- | --------------- |
| Thuis | 0 – 0 | 3 – 1         | 2 – 1    | 0 – 0      | 1 – 2 | 1 – 1 | 3 – 0 | 2 – 0 | 1 – 1        | 1 – 0      | 1 – 1     | 4 – 5       | 2 – 1   | 1 – 1           |
| Uit   | 3 – 1 | 0 – 0         | 2 – 0    | 2 – 1      | 2 – 0 | 2 – 0 | 1 – 0 | 2 – 3 | 1 – 1        | 2 – 4      | 3 – 0     | 1 – 1       | 3 – 0   | 1 – 2           |

### KNVB beker
| 1e ronde                                    | Excelsior                             | 5 – 1 (2 – 0)       | COAL      |
| 1 januari 1959 Plaats: Rotterdam Woudestein | Ben Damen –', –', –' Piet Slui –', –' |                     | De Rooy   |
| 2e ronde                                    | Sparta                                | 1 – 0 Na verlenging | Excelsior |
| 30 april 1959 Plaats: Rotterdam Het Kasteel | Joop Daniëls 91'                      |                     |           |

## Statistieken Excelsior 1958/1959

### Eindstand Excelsior in de Nederlandse Eerste divisie B 1958 / 1959
| Stand | Gespeeld | Gewonnen | Gelijk | Verloren | Punten | Doelpunten voor | Doelpunten tegen |
| ----- | -------- | -------- | ------ | -------- | ------ | --------------- | ---------------- |
| 6e    | 28       | 9        | 9      | 10       | 27     | 35              | 39               |

### Topscorers
| #                 | Naam              | Goal |
| ----------------- | ----------------- | ---- |
| 1.                | Piet Slui         | 13   |
| 2.                | Ben Damen         | 6    |
| 3.                | Louis Corpeleijn  | 4    |
| 4.                | Lo Dörr           | 3    |
| 5.                | Gerrie den Hartog | 2    |
| 5.                | Adriaan Verhulst  | 2    |
| 5.                | Gerard Weber      | 2    |
| 8.                | Heimen Lagerwaard | 1    |
| 8.                | Jan Slavenburg    | 1    |
| Onbekend doelpunt |                   |      |
| –                 | Onbekend          | 1    |
| Totaal            | Totaal            | 35   |

| #      | Naam      | Goal |
| ------ | --------- | ---- |
| 1.     | Ben Damen | 3    |
| 2.     | Piet Slui | 2    |
| Totaal | Totaal    | 5    |